# Eliza Leslie
Eliza Leslie, a volte soprannominata Miss Leslie (Filadelfia, 15 novembre 1787 – Gloucester City, 1º gennaio 1858), è stata una scrittrice statunitense.
Specializzata in libri di cucina, Leslie scrisse anche libri sulle faccende domestiche, manuali di galateo, romanzi, racconti, e articoli per riviste e giornali.

## Biografia

### Gioventù

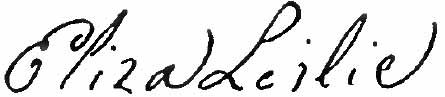
Firma di Eliza Leslie

Prima di sei fratelli e sorelle, Leslie nacque il 15 novembre 1787 a Filadelfia da due genitori originari del Maryland, ovvero Lydia Baker e l'orologiaio Robert Leslie. Nel 1793, anno in cui aveva cinque anni, Leslie si trasferì con la famiglia in Inghilterra, e vi rimase per circa sei anni. Successivamente, ritornarono a Filadelfia. Rimasta vedova nel 1803, Baker iniziò a gestire delle pensioni e cambiò più volte residenza: dopo aver vissuto ad High Street, lei e la figlia si spostarono in una pensione di South Sixth Street, a Spruce Street e infine a 1 Minor, ove rimasero per due anni prima che Baker morisse nel 1824.

### Carriera
Successivamente, Leslie frequentò la scuola di cucina della famosa Elizabeth Goodfellow per due trimestri. Benché il suo ricettario Seventy-Five Receipts for Pastry, Cakes, and Sweetmeats (1828) risulti basato sugli appunti che aveva preso durante le lezioni di cucina di Goodfellow, Leslie asserisce nell'introduzione che le ricette ivi riportate sono sue e "utilizzate dall'autrice e molti dei suoi amici con riscontri sempre positivi." Seventy-Five Receipts for Pastry, Cakes, and Sweetmeats ebbe grande successo, e venne stampato in undici edizioni fino al 1839.
Il successivo Directions for Cookery, in its Various Branches (1837), un'opera rivolta a tutte le classi e agli abitanti delle città o delle campagne di tutti gli USA, vendette almeno 150 000 copie, venne ristampato più volte fino agli anni novanta del secolo, e divenne il libro di cucina più popolare del secolo. Alcuni dei nove libri di cucina scritti da Lesli e erano invece più specialistici. Grazie alla sua conoscenza della lingua francese, che aveva imparato quando era bambina, Leslie studiò delle ricette francesi che documentò sul suo Domestic French Cookery (1832), e scrisse un libro dedicato alle pietanze a base di farina di mais intitolato The Indian Meal Book (1847).
Leslie fu una prolifica scrittrice di opere di narrativa e saggistica per ragazzi e adulti. Tra il 1836 e il 1845, Leslie pubblicava un annuale intitolato The Gift: A Christmas and New Year's Present, ove apparvero per la prima volta i racconti di Edgar Allan Poe Il pozzo e il pendolo e La lettera rubata, e con contributi di Henry Wadsworth Longfellow e Ralph Waldo Emerson. Leslie scrisse anche articoli per il Godey's Lady's Book, il Graham's Magazine, la Saturday Gazette e il Saturday Evening Post. Secondo Sarah Glosson, il racconto The Beaux, A Sketch (1842) di Leslie sarebbe la prima opera ispirata a Jane Austen.

## Vita privata
Stando a Eliza Leslie, suo padre era amico di Benjamin Franklin e Thomas Jefferson. Due dei suoi fratelli, ovvero Charles Robert Leslie, e Anna Leslie, erano artisti. Suo fratello Thomas Jefferson Leslie viveva a Londra e si laureò a West Point. Un'altra sorella di Leslie, Martha "Patty", sposò l'editore Henry Charles Carey.

## Opere
- Seventy-Five Receipts for Pastry, Cakes, and Sweetmeats, 1828
- American Girl's Book, 1831
- Domestic French Cookery, 1832
- Pencil Sketches; or, Outlines of Characters and Manners, 1833
- Miss Leslie's Behavior Book, 1834
- Directions for Cookery, in its Various Branches, 1837
- The Gift: A Christmas and New Year’s Present, 1837, 1839-40, 1842-45
- Miss Leslie's Lady's New Receipt-Book, 1840
- The Indian Meal Book, 1847
- The Lady's Receipt-Book: A Useful Companion for Large or Small Families, 1847
- Amelia; or, A Young Lady's Vicissitudes, 1848
- Miss Leslie's Lady's New Receipt-Book, 1850
- Miss Leslie's Directions for Cookery, 1851
- More Receipts, 1852
- Stories for Summer Days and Winter Nights, 1853
- New Receipts for Cooking, 1854
- New Cookery Book, 1857